# Myrmecia nobilis
Espèce
Myrmecia nobilis est une espèce de fourmi originaire d'Australie. Les plus fortes populations de cette fourmi géante se trouvent dans le sud-est du pays, surtout sur dans la région de Melbourne.
L'espèce est décrite pour la première fois en 1943.

## Nom vernaculaire et classement
Du fait de son agressivité, cet insecte social est aussi connu sous le nom vernaculaire de « fourmi bouledogue ».
La fourmi bouledogue appartient au genre Myrmecia, à la sous-famille Myrmeciinae.
La plupart des ancêtres des fourmis du genre Myrmecia n'ont été retrouvés que dans des fossiles, à l’exception de Nothomyrmecia macrops, seul parent vivant actuellement.

## Biologie
La taille des ouvrières de l'espèce Myrmecia nobilis varie de 10 à 14 mm de long ; les reines peuvent atteindre 18 mm. Myrmecia nobilis présente des mandibules jaunâtres et des antennes brunes. Le dessus de son thorax est brun ; sa tête, son abdomen et ses pattes sont généralement noirs. Son corps est couvert de poils épars, très fins et courts, de couleur jaune ; cette pubescence peut être très abondante et grise au niveau de l'abdomen.

## Source de la traduction
- (en) Cet article est partiellement ou en totalité issu de l’article de Wikipédia en anglais intitulé « Myrmecia nobilis » (voir la liste des auteurs)..